# محفوظة (حرض)

تعديل مصدري - تعديل

محفوظة هي إحدى قرى عزلة بني الحداد بمديرية حرض التابعة لمحافظة حجة، بلغ تعداد سكانها 286 نسمة حسب تعداد اليمن لعام 2004.